# A Head Full of Dreams Tour
Tournées par Coldplay
Ghost Stories Tour (2014) Music of the Spheres World Tour (2022)
A Head Full of Dreams Tour est la septième tournée du groupe de rock alternatif britannique Coldplay. Elle a duré 21 mois, de mars 2016 à novembre 2017.
La tournée promouvait l'album éponyme A Head Full of Dreams, le septième album studio du groupe. Elle marquait le retour du groupe dans de grandes salles et stades, après la brève et intime tournée Ghost Stories Tour.
La tournée se composait de huit étapes, pour un total de 122 concerts joués sur les cinq continents : en Amérique latine, où le groupe ne s'était pas produit depuis la tournée Viva la Vida, en Europe, en Amérique du Nord où ils ont entrepris leur toute première tournée de stades aux États-Unis, en Océanie et en Asie.
La tournée a débuté le 31 mars 2016 au Stade Ciudad à La Plata en Argentine, et s'est terminée au même endroit le 15 novembre 2017.
Avec plus de 5,2 millions de personnes, la tournée est, fin 2017, la troisième tournée de concerts la plus rentable dans l'histoire, derrière le 360° Tour de U2 et A Bigger Bang Tour des Rolling Stones.
Un album live, Live in Buenos Aires, couvrant la tournée et enregistré lors du dernier concert à La Plata, ainsi qu'un film du concert, Live in São Paulo, tourné dans le monde entier, sont sortis en novembre 2018.

## Promotion
En novembre 2015, Coldplay annonce via son site web officiel les étapes latino-américaines et européennes du A Head Full of Dreams Tour : 28 concerts dans des stades dans 14 pays d'Europe et d'Amérique latine en 2016. Le 7 décembre 2015, le groupe annonce une quatrième et dernière date au stade de Wembley, le mercredi 15 juin 2016. Le lendemain, lors d'une interview lors du The Late Late Show with James Corden, le groupe annonce que la tournée visitera également l'Asie et l'Amérique du Nord.
Le 7 avril 2016, Coldplay annonce 12 nouvelles dates aux États-Unis. Le 29 mai 2016, le groupe annonce qu'il jouera à Exeter en Angleterre dans le cadre du Radio 1's Big Weekend de la BBC Radio 1,.
Coldplay est également annoncé comme la première tête d'affiche au Glastonbury Festival en 2016, se produisant le dimanche 26 juin. C'est la quatrième fois que le groupe est tête d'affiche du festival et établit ainsi un record. Il est également annoncé que ce serait leur seule représentation lors d'un festival en 2016.
Bien que rien n'ait encore été annoncé ni confirmé, Coldplay a exprimé son intérêt à se produire dans des pays moins visités lors de tournées, comme l'Inde, le Bangladesh, le Népal et une grande partie de l'Asie, ainsi que l'Afrique mais aucune date n'a été fixée. D'autres dates sont annoncées après celles du second passage en Europe : le 6 octobre 2016, un tweet annonce que le groupe se rendra à nouveau aux États-Unis et au Canada à l'été 2017 ; le 15 novembre 2016, le groupe publie un teaser sur Facebook annonçant une étape asiatique en 2017 à Singapour, aux Philippines, à Taïwan, en Corée du Sud et au Japon. Une semaine plus tard, un concert en Thaïlande est ajouté.
Le 16 mars 2017, Coldplay annonce des dates supplémentaires en Amérique du Nord à Toronto, Edmonton et Pasadena.
Le 25 août 2017, le concert de Houston prévu ce soir-là au NRG Stadium est reporté en raison du passage de l'ouragan Harvey. Cependant, le 29 septembre, Coldplay décide d'annuler le concert en raison de soucis de programmation. En compensation, le groupe annonce que les détenteurs de billets recevront un accès prioritaire pour la prochaine fois qu'ils joueront à Houston

## Premières parties
A chaque date de la tournée, deux artistes assurent la première partie : un « ouvreur » et un artiste principal.
L'auteure-compositrice-interprète folk et soul britannique Lianne La Havas est le principal artiste à assurer les premières parties. Elle est présente à toutes les dates en Amérique latine, en Océanie et à la majorité de celles en Europe. Ses apparitions sur la tournée de Coldplay suivent sa propre tournée de 10 mois qui promouvait  son album Blood, sorti en juillet 2015, et qui s'était terminée deux semaines avant le début de la tournée A Head Full of Dreams. Grâce à Coldplay, Lianne La Havas se produit pour la première fois dans des stades et assure ses premières performances en Amérique latine.
Absente le 11 juin à Zurich et le 3 juillet à Stockholm, elle est remplacée par les chanteuses Foxes et Birdy.
L'artiste canadienne R&B et pop Alessia Cara assure la première partie lors de la plupart des dates européennes et nord-américaines. Absente lors de trois dates en juin 2016, elle est remplacée à Zurich par l'artiste locale Lea Lu tandis que le groupe de rock britannique Reef se produit lors des deux dernières dates londoniennes.
Pour l'étape européenne de 2017, l'artiste principal de la première partie, le duo anglais AlunaGeorge joue lors des concerts de Munich, Lyon, Hanovre, Bruxelles et Dublin, tandis que la chanteuse suédoise Tove Lo, avec qui Coldplay a collaboré pour une chanson intitulée Fun, occupe la scène pour les autres dates, à l'exception des concerts de Göteborg et de Cardiff, où les groupes danois Mew et anglais Embrace sont sur scène, respectivement. Lyves ouvre les concerts, à l'exception des spectacles allemands, où la chanteuse locale Femme Schmidt (en) tient cette place. Pour l'étape nord-américaine de 2017, AlunaGeorge joue le rôle d'artiste principal pour les dates d'août, l'ouverture étant assurée par la chanteuse anglo-éthiopienne Izzy Bizu, tandis que Tove Lo est l'artiste principale pour les dates de septembre et octobre avec Alina Baraz en ouverture.
La chanteuse anglaise Dua Lipa, avec qui le chanteur Chris Martin a collaboré pour une chanson intitulée Homesick tirée de son premier album éponyme, assure la première partie pour la dernière étape de la tournée au Brésil et en Argentine en novembre 2017, de même que le musicien anglais Jon Hopkins, un collaborateur fréquent du groupe depuis Viva la Vida or Death and All His Friends.
Lors de l'étape en l'Amérique latine, des talents locaux ont pu monter sur scène, comme la chanteuse et plasticienne argentine Hana Ciliberti ou l'artiste pop rock mexicaine Ximena Sariñana, qui a joué à Mexico.
L'australienne Jess Kent (en) se produit lors des dates en Océanie et en Asie,, et le groupe de rock japonais Radwimps se produit lors du concert du 19 avril à Tokyo.

## Déroulement des concerts

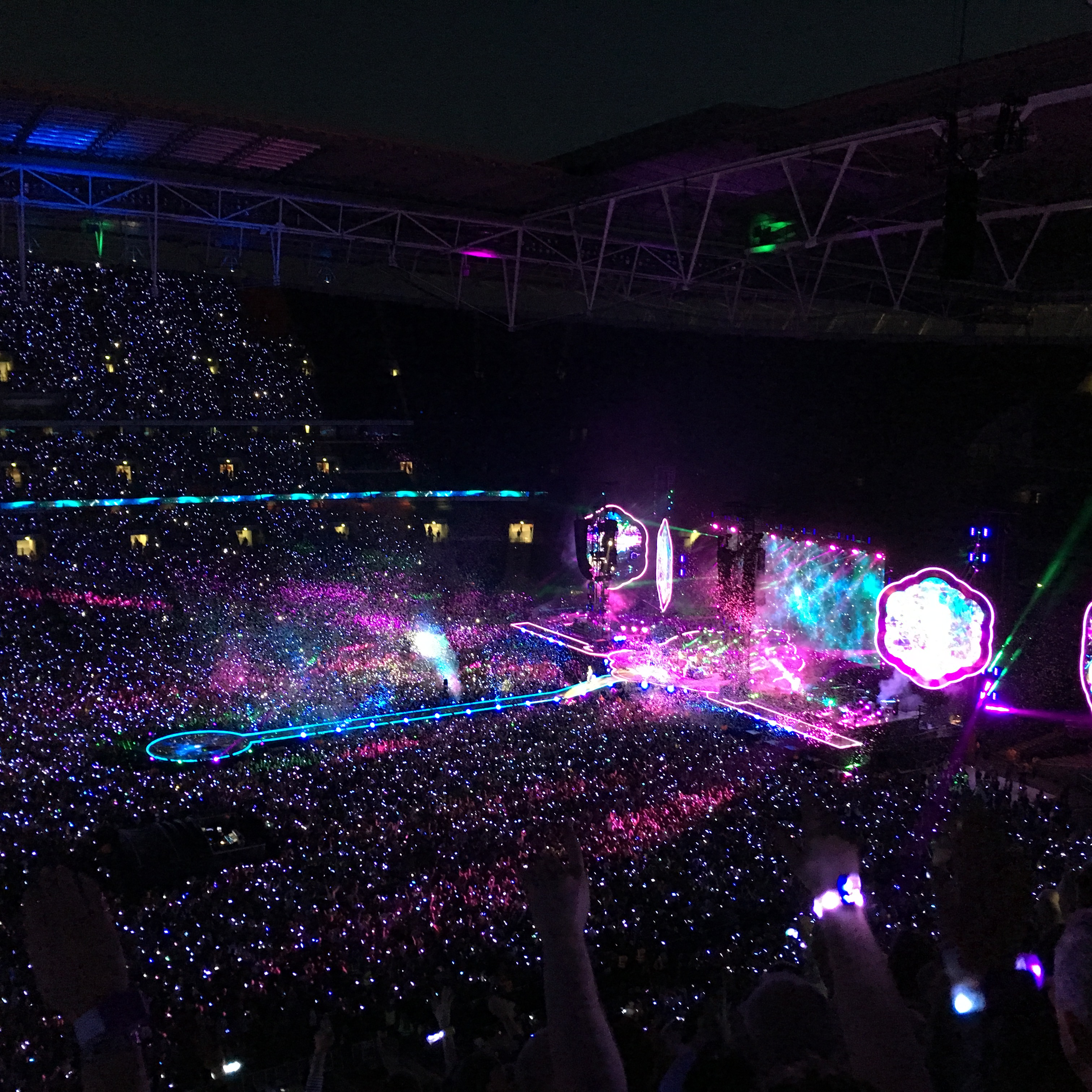
Vue de la scène au stade de Wembley de Londres.

Comme le Mylo Xyloto Tour, le A Head Full of Dreams Tour est généralement divisé en cinq parties : une introduction sur la scène principale, une courte performance sur une scène secondaire, un second set sur la scène principale, un set sur une scène vers l'extérieur, et enfin un rappel sur la scène numéro 1. Les titres joués sur la scène principale sont accompagnés de lasers et d'effets visuels pyrotechniques et les chansons jouées sur la scène extérieure sont des performances strictement acoustiques.
Les shows comportent généralement plus de 20 chansons sur la setlist, dont beaucoup jouées différemment des versions enregistrées en studio et généralement combinées avec des intros et des outros d'autres pistes. Par exemple, Paradise, qui clôt la première partie du spectacle, est joué avec un remix de la chanson de Tiësto en outro, tandis que Fix You est joué avec le fond instrumental de Midnight. La majorité des chansons jouées pendant cette tournée proviennent de l'album éponyme A Head Full of Dreams et du précédent album studio du groupe, Ghost Stories, bien que des chansons de la discographie antérieure du groupe, telles que Mylo Xyloto et A Rush of Blood to the Head, sont régulièrement jouées et mélangées dans la setlist entre les concerts. Le leader Chris Martin a exprimé sa satisfaction avec cette setlist, déclarant que le groupe « aimait jouer des chansons vraiment anciennes » et que la tournée « aura enfin une setlist où nous nous sentirons bien du début à la fin. »
Outre les propres chansons du groupe, des reprises d'autres artistes ont également été interprétées, avec Heroes de David Bowie étant un incontournable de la setlist en 2016, au milieu de la deuxième partie. Cette interprétation est un hommage au regretté Bowie, dont la mort en janvier 2016 avait été massivement médiatisée par les médias et les fans de musique. Selon Martin, Bowie et lui étaient de bons amis, affirmant que Bowie lui avait même attribué le surnom de "Sticky Martinez".
Le groupe joue également occasionnellement  'Til Kingdom Come / Ring of Fire, une combinaison entre la chanson de X&Y et celle de Johnny Cash, que le groupe avait initialement conçue pour le Twisted Logic Tour et qui est également apparue dans la setlist du Viva la Vida Tour et du Mylo Xyloto Tour.
Parfois, des moments impromptus, généralement pendant A Sky Full of Stars peuvent également conduire à une chanson supplémentaire, comme ce fut le cas lors de la performance du groupe le 5 avril à l'Estadio Nacional de Lima au Pérou, où Chris Martin a chanté Happy Birthday to You pour son fils Moïse.
À la suite de la mort du musicien Prince en avril 2016, le groupe a repris plusieurs de ses chansons en son hommage : Raspberry Beret, Sometimes It Snows in April (en) avec Lianne La Havas et Nothing Compares 2 U avec James Corden.
À la suite de la mort du musicien Tom Petty en octobre 2017, le groupe a repris sa chanson Free Fallin' en hommage, avec Peter Buck à Portland et James Corden à Pasadena. Ils lui ont également dédié leur chanson Everglow.
Un autre élément de base de la setlist est le "Fan Dedication Song", où une chanson est demandée par les fans assistant à des concerts particuliers de la tournée, via Instagram. Le groupe la joue pendant le set sur la petite scène extérieure. Cette partie a été décrite par Martin comme étant similaire à un photomaton : « nous demanderions aux gens de nous donner une raison pour laquelle ils veulent que nous jouions cette chanson, donc il y a un but derrière pourquoi nous la jouons,. »

## Dates
Tous les concerts ont été jouésà guichets fermés.
| Date                                | Ville                 | Pays                | Site                                   | Première partie                      | Affluence      | Recettes (en $) |
| ----------------------------------- | --------------------- | ------------------- | -------------------------------------- | ------------------------------------ | -------------- | --------------- |
| Première partie : Amérique latine   |                       |                     |                                        |                                      |                |                 |
| 31 mars 2016                        | La Plata              | Argentine           | Stade Ciudad                           | Lianne La Havas Hana                 | 97 069         | 6 619 890       |
| 1er avril 2016                      | La Plata              | Argentine           | Stade Ciudad                           | Lianne La Havas Hana                 | 97 069         | 6 619 890       |
| 3 avril 2016                        | Santiago              | Chili               | Stade national Julio Martínez Prádanos | Lianne La Havas María Colores (es)   | 60 787         | 4 539 380       |
| 5 avril 2016                        | Lima                  | Pérou               | Estadio Nacional                       | Lianne La Havas Gala Brie            | 43 720         | 4 828 810       |
| 7 avril 2016                        | São Paulo             | Brésil              | Allianz Parque                         | Lianne La Havas Tiê (pt)             | 46 563         | 4 093 280       |
| 10 avril 2016                       | Rio de Janeiro        | Brésil              | Stade Maracanã                         | Lianne La Havas Tiê (pt)             | 59 669         | 4 645 550       |
| 13 avril 2016                       | Bogota                | Colombie            | Stade Nemesio Camacho El Campín        | Lianne La Havas Elsa y Elmar         | 41 376         | 4 792 820       |
| 15 avril 2016                       | Mexico                | Mexique             | Foro Sol                               | Lianne La Havas Ximena Sariñana      | 195 192        | 11 231 300      |
| 16 avril 2016                       | Mexico                | Mexique             | Foro Sol                               | Lianne La Havas Ximena Sariñana      | 195 192        | 11 231 300      |
| 17 avril 2016                       | Mexico                | Mexique             | Foro Sol                               | Lianne La Havas Ximena Sariñana      | 195 192        | 11 231 300      |
| Deuxième partie : Europe            |                       |                     |                                        |                                      |                |                 |
| 24 mai 2016                         | Nice                  | France              | Stade Charles-Ehrmann                  | Lianne La Havas Alessia Cara         | 53 566         | 3 367 270       |
| 26 mai 2016                         | Barcelone             | Espagne             | Stade olympique Lluís-Companys         | Lianne La Havas                      | 111 261        | 9 734 130       |
| 27 mai 2016                         | Barcelone             | Espagne             | Stade olympique Lluís-Companys         | Lianne La Havas                      | 111 261        | 9 734 130       |
| 29 mai 2016                         | Exeter                | Angleterre          | Powderham Castle (en)                  | Non communiqué                       | Non communiqué | Non communiqué  |
| 1er juin 2016                       | Gelsenkirchen         | Allemagne           | Veltins-Arena                          | Lianne La Havas Alessia Cara         | 55 048         | 4 650 320       |
| 4 juin 2016                         | Manchester            | Angleterre          | Etihad Stadium                         | Lianne La Havas Alessia Cara         | 109 492        | 10 676 300      |
| 5 juin 2016                         | Manchester            | Angleterre          | Etihad Stadium                         | Lianne La Havas Alessia Cara         | 109 492        | 10 676 300      |
| 7 juin 2016                         | Glasgow               | Écosse              | Hampden Park                           | Lianne La Havas Alessia Cara         | 48 526         | 4 547 280       |
| 11 juin 2016                        | Zurich                | Suisse              | Stade du Letzigrund                    | Foxes Lea Lu                         | 89 254         | 11 808 300      |
| 12 juin 2016                        | Zurich                | Suisse              | Stade du Letzigrund                    | Lianne La Havas Alessia Cara         | 89 254         | 11 808 300      |
| 15 juin 2016                        | Londres               | Angleterre          | Stade de Wembley                       | Lianne La Havas Alessia Cara         | 303 985        | 28 810 200      |
| 16 juin 2016                        | Londres               | Angleterre          | Stade de Wembley                       | Lianne La Havas Alessia Cara         | 303 985        | 28 810 200      |
| 18 juin 2016                        | Londres               | Angleterre          | Stade de Wembley                       | Lianne La Havas Reef                 | 303 985        | 28 810 200      |
| 19 juin 2016                        | Londres               | Angleterre          | Stade de Wembley                       | Lianne La Havas Reef                 | 303 985        | 28 810 200      |
| 23 juin 2016                        | Amsterdam             | Pays-Bas            | Amsterdam Arena                        | Lianne La Havas Alessia Cara         | 104 511        | 8 759 000       |
| 24 juin 2016                        | Amsterdam             | Pays-Bas            | Amsterdam Arena                        | Lianne La Havas Alessia Cara         | 104 511        | 8 759 000       |
| 26 juin 2016                        | Pilton                | Angleterre          | Glastonbury Festival                   | Non communiqué                       | Non communiqué | Non communiqué  |
| 28 juin 2016                        | Londres               | Angleterre          | Palais de Kensington                   | Lianne La Havas Alessia Cara         | Non communiqué | Non communiqué  |
| 29 juin 2016                        | Berlin                | Allemagne           | Stade olympique                        | Lianne La Havas Alessia Cara         | 68 047         | 5 540 960       |
| 1er juillet 2016                    | Hambourg              | Allemagne           | Volksparkstadion                       | Lianne La Havas Alessia Cara         | 43 860         | 3 808 980       |
| 3 juillet 2016                      | Stockholm             | Suède               | Friends Arena                          | Birdy Alessia Cara                   | 53 575         | 3 970 140       |
| 5 juillet 2016                      | Copenhague            | Danemark            | Telia Parken                           | Lianne La Havas Alessia Cara         | 96 511         | 9 182 590       |
| 6 juillet 2016                      | Copenhague            | Danemark            | Telia Parken                           | Lianne La Havas Alessia Cara         | 96 511         | 9 182 590       |
| Troisième partie : Amérique du Nord |                       |                     |                                        |                                      |                |                 |
| 16 juillet 2016                     | East Rutherford       | États-Unis          | MetLife Stadium                        | Alessia Cara Foxes                   | 100 763        | 10 749 394      |
| 17 juillet 2016                     | East Rutherford       | États-Unis          | MetLife Stadium                        | Alessia Cara Foxes                   | 100 763        | 10 749 394      |
| 20 juillet 2016                     | Indianapolis          | États-Unis          | Bankers Life Fieldhouse                | Alessia Cara Foxes                   | 12 667         | 1 460 006       |
| 21 juillet 2016                     | Saint-Louis           | États-Unis          | Scottrade Center                       | Alessia Cara Foxes                   | 13 960         | 1 547 633       |
| 23 juillet 2016                     | Chicago               | États-Unis          | Soldier Field                          | Annulé                               | 95 323         | 10 215 572      |
| 24 juillet 2016                     | Chicago               | États-Unis          | Soldier Field                          | Alessia Cara Foxes                   | 95 323         | 10 215 572      |
| 27 juillet 2016                     | Louisville            | États-Unis          | KFC Yum! Center                        | Alessia Cara Foxes                   | 13 755         | 1 520 726       |
| 28 juillet 2016                     | Columbus              | États-Unis          | Nationwide Arena                       | Alessia Cara Foxes                   | 15 530         | 1 933 346       |
| 30 juillet 2016                     | Foxborough            | États-Unis          | Gillette Stadium                       | Alessia Cara Foxes                   | 54 952         | 6 530 260       |
| 1er août 2016                       | Buffalo               | États-Unis          | First Niagara Center                   | Alessia Cara Foxes                   | 15 100         | 1 878 324       |
| 3 août 2016                         | Auburn Hills          | États-Unis          | The Palace of Auburn Hills             | Alessia Cara Foxes                   | 15 436         | 1 731 667       |
| 4 août 2016                         | Pittsburgh            | États-Unis          | Consol Energy Center                   | Alessia Cara Foxes                   | 14 360         | 1 614 917       |
| 6 août 2016                         | Philadelphie          | États-Unis          | Lincoln Financial Field                | Alessia Cara Foxes                   | 54 497         | 5 530 866       |
| 20 août 2016                        | Pasadena              | États-Unis          | Rose Bowl                              | Alessia Cara Bishop Briggs Stargate  | 120 062        | 10 914 898      |
| 21 août 2016                        | Pasadena              | États-Unis          | Rose Bowl                              | Alessia Cara Bishop Briggs           | 120 062        | 10 914 898      |
| 23 août 2016                        | Glendale              | États-Unis          | Gila River Arena                       | Alessia Cara Bishop Briggs           | 14 427         | 1 776 867       |
| 25 août 2016                        | Tulsa                 | États-Unis          | BOK Center                             | Alessia Cara Bishop Briggs           | 13 234         | 1 578 961       |
| 27 août 2016                        | Arlington             | États-Unis          | AT&T Stadium                           | Alessia Cara Bishop Briggs           | 52 538         | 5 679 031       |
| 29 août 2016                        | Denver                | États-Unis          | Pepsi Center                           | Alessia Cara Bishop Briggs           | 15 664         | 1 902 639       |
| 31 août 2016                        | Salt Lake City        | États-Unis          | Vivint Smart Home Arena                | Alessia Cara Bishop Briggs           | 15 645         | 1 871 968       |
| 1er septembre 2016                  | Las Vegas             | États-Unis          | T-Mobile Arena                         | Alessia Cara Bishop Briggs           | 15 898         | 2 124 032       |
| 3 septembre 2016                    | Santa Clara           | États-Unis          | Levi's Stadium                         | Alessia Cara Bishop Briggs           | 52 404         | 5 990 660       |
| 4 septembre 2016                    | Philadelphie          | États-Unis          | Benjamin Franklin Parkway              | Non communiqué                       | Non communiqué | Non communiqué  |
| Europe                              |                       |                     |                                        |                                      |                |                 |
| 11 novembre 2016                    | Londres               | Angleterre          | London Palladium                       | Non communiqué                       | Non communiqué | Non communiqué  |
| Asie                                |                       |                     |                                        |                                      |                |                 |
| 19 novembre 2016                    | Bombay                | Inde                | MMRDA Grounds                          | Non communiqué                       | Non communiqué | Non communiqué  |
| Quatrième partie : Océanie          |                       |                     |                                        |                                      |                |                 |
| 3 décembre 2016                     | Auckland              | Nouvelle-Zélande    | Mount Smart Stadium                    | Jess Kent (en)                       | 39 644         | 3 752 610       |
| 6 décembre 2016                     | Brisbane              | Australie           | Suncorp Stadium                        | Jess Kent (en)                       | 49 604         | 4 723 300       |
| 9 décembre 2016                     | Melbourne             | Australie           | Etihad Stadium                         | Jess Kent (en)                       | 103 482        | 8 920 530       |
| 10 décembre 2016                    | Melbourne             | Australie           | Etihad Stadium                         | Jess Kent (en)                       | 103 482        | 8 920 530       |
| 13 décembre 2016                    | Sydney                | Australie           | Allianz Stadium                        | Jess Kent (en)                       | 97 356         | 8 813 130       |
| 14 décembre 2016                    | Sydney                | Australie           | Allianz Stadium                        | Jess Kent Lianne La Havas            | 97 356         | 8 813 130       |
| Cinquième partie : Asie,            |                       |                     |                                        |                                      |                |                 |
| 31 décembre 2016                    | Abou Dabi             | Émirats arabes unis | du Arena (en)                          | Non communiqué                       | 31 285         | 4 301 291       |
| 31 mars 2017                        | Singapour             | Singapour           | Stade national                         | Jess Kent                            | 102 508        | 12 517 500      |
| 1er avril 2017                      | Singapour             | Singapour           | Stade national                         | Jess Kent                            | 102 508        | 12 517 500      |
| 4 avril 2017                        | Manille               | Philippines         | Mall SM d'Asie                         | Jess Kent                            | 34 813         | 7 189 520       |
| 7 avril 2017                        | Bangkok               | Thaïlande           | Stade Rajamangala                      | Jess Kent                            | 62 068         | 8 133 360       |
| 11 avril 2017                       | Taoyuan               | Taïwan              | HSR Taoyuan Station Plaza              | Jess Kent                            | 72 212         | 11 821 800      |
| 12 avril 2017                       | Taoyuan               | Taïwan              | HSR Taoyuan Station Plaza              | Jess Kent                            | 72 212         | 11 821 800      |
| 15 avril 2017                       | Séoul                 | Corée du Sud        | Stade olympique de Séoul               | Jess Kent                            | 99 837         | 10 132 000      |
| 16 avril 2017                       | Séoul                 | Corée du Sud        | Stade olympique de Séoul               | Jess Kent                            | 99 837         | 10 132 000      |
| 19 avril 2017                       | Tokyo                 | Japon               | Tokyo Dome                             | Radwimps                             | 42 817         | 6 513 740       |
| Sixième partie : Europe,            |                       |                     |                                        |                                      |                |                 |
| 6 juin 2017                         | Munich                | Allemagne           | Stade olympique                        | AlunaGeorge Femme Schmidt (en)       | 62 548         | 6 044 640       |
| 8 juin 2017                         | Lyon                  | France              | Parc Olympique lyonnais                | AlunaGeorge Lyves                    | 50 901         | 4 051 740       |
| 11 juin 2017                        | Vienne                | Autriche            | Stade Ernst-Happel                     | Tove Lo Lydes                        | 56 246         | 5 597 950       |
| 14 juin 2017                        | Leipzig               | Allemagne           | Red Bull Arena                         | Tove Lo Lydes                        | 47 233         | 4 471 280       |
| 16 juin 2017                        | Hanovre               | Allemagne           | HDI-Arena                              | AlunaGeorge Femme Schmidt            | 46 223         | 4 670 110       |
| 18 juin 2017                        | Varsovie              | Pologne             | Stade national                         | Tove Lo Lyvdes                       | 57 615         | 3 827 680       |
| 21 juin 2017                        | Bruxelles             | Belgique            | Stade Roi Baudouin                     | AlunaGeorge Lyvdes                   | 100 489        | 8 686 710       |
| 22 juin 2017                        | Bruxelles             | Belgique            | Stade Roi Baudouin                     | AlunaGeorge Lyvdes                   | 100 489        | 8 686 710       |
| 25 juin 2017                        | Göteborg              | Suède               | Ullevi                                 | Mew Lyvdes                           | 128 981        | 9 399 310       |
| 26 juin 2017                        | Göteborg              | Suède               | Ullevi                                 | Mew Lyvdes                           | 128 981        | 9 399 310       |
| 30 juin 2017                        | Francfort-sur-le-Main | Allemagne           | Deutsche Bank Park                     | Tove Lo Femme Schmidt                | 87 833         | 9 018 910       |
| 1er juillet 2017                    | Francfort-sur-le-Main | Allemagne           | Deutsche Bank Park                     | Tove Lo Femme Schmidt                | 87 833         | 9 018 910       |
| 3 juillet 2017                      | Milan                 | Italie              | Stadio Giuseppe Meazza                 | Tove Lo Lyves                        | 117 307        | 8 613 840       |
| 4 juillet 2017                      | Milan                 | Italie              | Stadio Giuseppe Meazza                 | Tove Lo Lyves                        | 117 307        | 8 613 840       |
| 6 juillet 2017                      | Hambourg              | Allemagne           | Barclaycard Arena                      | Non communiqué                       | Non communiqué | Non communiqué  |
| 8 juillet 2017                      | Dublin                | Irlande             | Croke Park                             | AlunaGeorge Lyvdes                   | 80 398         | 8 970 100       |
| 11 juillet 2017                     | Cardiff               | Pays de Galles      | Millennium Stadium                     | Embrace Lyves                        | 122 851        | 11 685 000      |
| 12 juillet 2017                     | Cardiff               | Pays de Galles      | Millennium Stadium                     | Embrace Lyves                        | 122 851        | 11 685 000      |
| 15 juillet 2017                     | Saint-Denis           | France              | Stade de France                        | Tove Lo Lyves                        | 235 611        | 19 884 200      |
| 16 juillet 2017                     | Saint-Denis           | France              | Stade de France                        | Tove Lo Lyves                        | 235 611        | 19 884 200      |
| 18 juillet 2017                     | Saint-Denis           | France              | Stade de France                        | Tove Lo Lyves                        | 235 611        | 19 884 200      |
| Septième partie : Amérique du Nord  |                       |                     |                                        |                                      |                |                 |
| 1er août 2017                       | East Rutherford       | États-Unis          | MetLife Stadium                        | AlunaGeorge Izzy Bizu                | 54 501         | 7 861 460       |
| 4 août 2017                         | Foxborough            | États-Unis          | Gillette Stadium                       | AlunaGeorge Izzy Bizu                | 52 188         | 6 263 906       |
| 6 août 2017                         | Landover              | États-Unis          | FedEx Field                            | AlunaGeorge Izzy Bizu                | 48 380         | 4 823 333       |
| 8 août 2017                         | Montréal              | Canada              | Centre Bell                            | AlunaGeorge Izzy Bizu                | 35 731         | 3 967 516       |
| 9 août 2017                         | Montréal              | Canada              | Centre Bell                            | AlunaGeorge Izzy Bizu                | 35 731         | 3 967 516       |
| 12 août 2017                        | Minneapolis           | États-Unis          | U.S. Bank Stadium                      | AlunaGeorge Izzy Bizu                | 47 472         | 4 325 230       |
| 14 août 2017                        | Omaha                 | États-Unis          | CenturyLink Center Omaha               | AlunaGeorge Izzy Bizu                | 13 009         | 1 434 880       |
| 15 août 2017                        | Kansas City           | États-Unis          | Sprint Center                          | AlunaGeorge Izzy Bizu                | 12 971         | 1 736 224       |
| 17 août 2017                        | Chicago               | États-Unis          | Soldier Field                          | AlunaGeorge Izzy Bizu                | 52 726         | 6 026 402       |
| 19 août 2017                        | Cleveland             | États-Unis          | Quicken Loans Arena                    | AlunaGeorge Izzy Bizu                | 15 963         | 2 302 868       |
| 21 août 2017                        | Toronto               | Canada              | Centre Rogers                          | AlunaGeorge Izzy Bizu                | 94 857         | 8 655 294       |
| 22 août 2017                        | Toronto               | Canada              | Centre Rogers                          | AlunaGeorge Izzy Bizu                | 94 857         | 8 655 294       |
| 25 août 2017                        | Houston               | États-Unis          | NRG Stadium                            | Annulé                               | Annulé         | Annulé          |
| 28 août 2017                        | Miami Gardens         | États-Unis          | Hard Rock Stadium                      | AlunaGeorge Izzy Bizu                | 47 866         | 6 446 966       |
| 22 septembre 2017                   | Las Vegas             | États-Unis          | T-Mobile Arena                         | Non communiqué                       | Non communiqué | Non communiqué  |
| 23 septembre 2017                   | Seattle               | États-Unis          | CenturyLink Field                      | Tove Lo Alina Baraz                  | 49 031         | 5 181 106       |
| 26 septembre 2017                   | Edmonton              | Canada              | Rogers Place                           | Tove Lo Alina Baraz                  | 27 940         | 3 003 657       |
| 27 septembre 2017                   | Edmonton              | Canada              | Rogers Place                           | Tove Lo Alina Baraz                  | 27 940         | 3 003 657       |
| 29 septembre 2017                   | Vancouver             | Canada              | BC Place Stadium                       | Tove Lo Alina Baraz                  | 43 896         | 5 015 505       |
| 2 octobre 2017                      | Portland              | États-Unis          | Moda Center                            | Tove Lo Alina Baraz                  | 14 965         | 2 121 648       |
| 4 octobre 2017                      | Santa Clara           | États-Unis          | Levi's Stadium                         | Tove Lo Alina Baraz                  | 48 341         | 5 265 835       |
| 6 octobre 2017                      | Pasadena              | États-Unis          | Rose Bowl                              | Tove Lo Alina Baraz                  | 64 442         | 6 051 529       |
| 8 octobre 2017                      | San Diego             | États-Unis          | SDCCU Stadium                          | Tove Lo Alina Baraz                  | 54 279         | 5 955 986       |
| Huitième partie : Amérique latine,  |                       |                     |                                        |                                      |                |                 |
| 7 novembre 2017                     | São Paulo             | Brésil              | Allianz Parque                         | Iza (en) Jon Hopkins                 | 96 549         | 10 456 435      |
| 8 novembre 2017                     | São Paulo             | Brésil              | Allianz Parque                         | Dua Lipa Jon Hopkins                 | 96 549         | 10 456 435      |
| 11 novembre 2017                    | Porto Alegre          | Brésil              | Arena do Grêmio                        | Dua Lipa Jon Hopkins Tati Portella   | 50 229         | 5 910 139       |
| 14 novembre 2017                    | La Plata              | Argentine           | Stade Ciudad                           | Dua Lipa Jon Hopkins Oriana Sabatini | 98 197         | 7 589 239       |
| 15 novembre 2017                    | La Plata              | Argentine           | Stade Ciudad                           | Dua Lipa Jon Hopkins Oriana Sabatini | 98 197         | 7 589 239       |
| Total                               | Total                 | Total               | Total                                  | Total                                | 5 389 586      | 523 033 675     |